# Église Saint-Genès de Thiers
Vous lisez un « bon article » labellisé en 2018.
L'église Saint-Genès est une église collégiale en partie romane située dans le centre médiéval de Thiers, dans le département du Puy-de-Dôme. Elle est un des points les plus centraux de la cité médiévale de Thiers, ayant été protégée par toutes les enceintes qui ont existé.
Elle est connue pour être un mélange de l'art gothique et de l'art roman. Construite à partir du VIe siècle, l'église doit son nom au martyr Genès, décapité au lieu-dit du Creux de l'enfer. Les premières constructions de l'édifice actuel datent du XIe siècle et ont été achevées en 1120. Remaniée à plusieurs reprises, l'église perd au XIXe siècle son porche original, qui abritait un grand escalier donnant accès à la porte principale.
Classée monument historique sur la liste de 1846, elle est le premier édifice de la ville à obtenir ce titre.

## Localisation
L'église est située dans le département français du Puy-de-Dôme, sur la commune de Thiers. Placée au cœur du centre médiéval de la ville, elle est adossée il y a plusieurs siècles au château-fort du seigneur de Thiers, qui est aujourd'hui en grande partie détruit et remplacé par le tribunal d'instance et la place du Palais. Elle surplombe les immeubles médiévaux qui l'entoure. Le haut de l'église ainsi que son clocher sont visibles depuis tout le bas de la ville et la plaine de la Limagne.

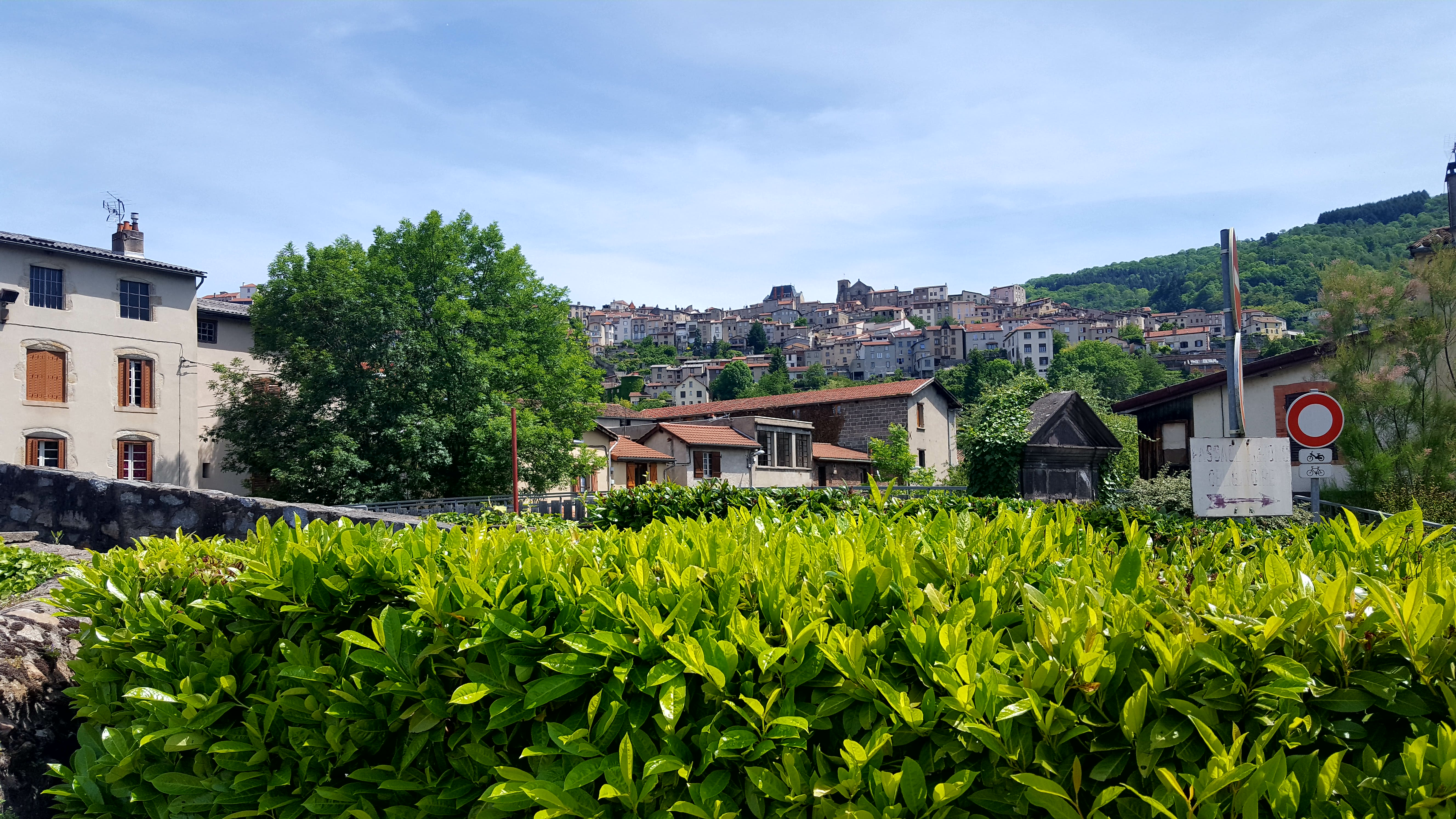
La ville-haute vue depuis la ville-basse. L'église est visible à droite du toit de la Caisse d'épargne.
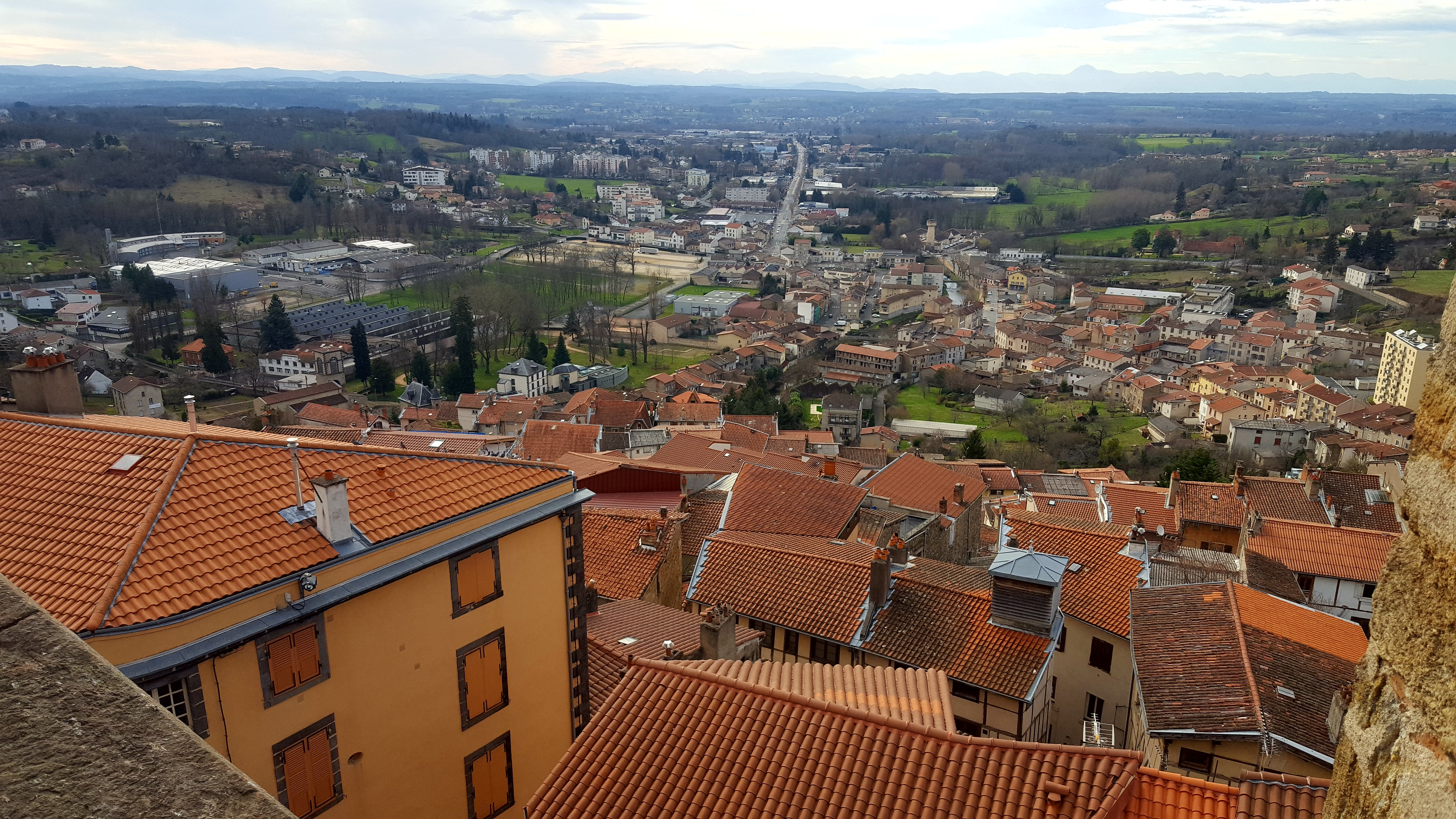
La ville-basse et la plaine de la Limagne vues depuis le clocher de l'église.

## Histoire

### Origines
L'édifice est dédié au martyr saint Genès, un disciple de Syrénat (compagnon de saint Austremoine) et évangélisateur de la région. Le martyrologe romain le dit originaire de Mycènes mais d'autres sources le font naître dans la région. Reconnu comme chrétien, il est décapité par un soldat romain sur un rocher (dit aujourd'hui rocher Saint-Genès), situé juste en dessous de l'actuel cimetière Saint-Jean proche du Creux de l'enfer.

### Édifice antérieur
En 575, Avitius, évêque de Clermont, fait élever une église à cet emplacement situé alors en dehors de toute agglomération. Elle aurait été entièrement détruite, comme la première église du Moutier, lors de l'invasion des Sarrasins au IXe siècle. Contrairement à celle de la ville basse, il semble qu'elle n'est pas relevée rapidement. L'édifice était selon Grégoire de Tours d'une grande beauté. Des fragments de pavements de mosaïques retrouvés pendant les travaux de 1863 pourraient en être des reliquats.

### Édifice actuel
Robert Ier, comte d'Auvergne et seigneur de Thiers, après avoir rendu à l'abbaye du Moutier la majeure partie des biens pris par ses prédécesseurs, fait relever l'église de la haute ville. Il instaure le chapitre de Saint-Genès en 1016, qui s'installe dans des bâtiments situés au sud du nouvel édifice. L'église actuelle, de style roman, remonte donc aux XIe et XIIe siècles. Les remaniements successifs du XIIIe siècle au XIXe siècle altèrent son aspect. L'église est saccagée par les Huguenots en janvier 1568, qui ont détruit le clocher. La façade occidentale, que le visiteur arrivant de la plaine voit se détacher au milieu des maisons étagées à flanc de colline, est entièrement reconstruite entre 1860 et 1863 au moment de l'installation des grandes orgues. Le porche, qui abritait l'entrée principale, est détruit. Un nouveau porche est construit en pierre de Volvic, au nord, et un nouveau clocher est érigé. On peut se faire une idée des changements opérés au XIXe siècle grâce au travail de plusieurs illustrateurs. La façade sud, quant à elle, est bien mieux préservée avec notamment de beaux aspects romans conservés.

### Classement
L'édifice est classé au titre des monuments historiques en 1846. Il est le premier bâtiment à avoir obtenu ce titre dans la commune. L'église est aussi protégée par le secteur sauvegardé de Thiers qui couvre le centre médiéval de la commune.

### Utilisation actuelle
L'église est ouverte au public toute l'année et des visites touristiques de l'office de tourisme de Thiers sont organisées dans celle-ci. Elle accueille des messes tous les dimanches ainsi que les jours fériés religieux. L'édifice est également le siège de la Paroisse Saint Roch en Durolle.

## Architecture

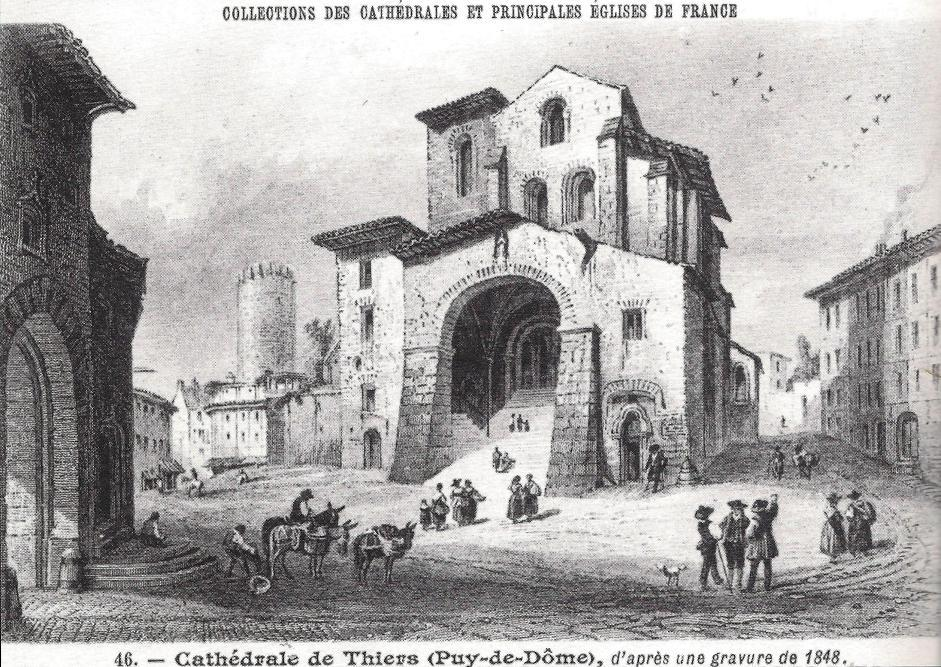
Église Saint-Genès avant les travaux de 1860. Lithographie issue des Voyages pittoresques et romantiques dans l'ancienne France de Taylor et Nodier, tome Auvergne, 1832.

L'église est bâtie essentiellement en arkose. L'édifice est surtout remarquable par quelques audaces architecturales. La coupole octogonale, qui coiffe la croisée du transept, est la plus grande d'Auvergne avec plus de 102 m2 de surface, et les voûtes d'ogives soutiennent une nef d'une largeur assez inhabituelle de 9,50 mètres.

### Décoration extérieure
La façade sud du transept conserve ses caractères romans remarqués par Prosper Mérimée. Plusieurs gargouilles accrochées sur la façade de l'église donnent sur la place Saint-Gènes. Depuis l’extérieur, il est difficile de présager du style roman de l’église. Des chapelles gothiques, édifiées par de riches notables ou des confréries, sont adjointes aux bas-côtés aux XVIe et XVIIe siècles. Elles témoignent de l’expansion économique de la ville. Le clocher quant à lui se trouvait sur la croisée du transept est abattu par les Huguenots en 1568. La Révolution n’endommage pas l’édifice.
La façade occidentale, entièrement remaniée au XIXe siècle, remplace un porche sous voûte. L’église orientée, construite principalement en arkose, possède un plan basilical. L’arc diaphragme en plein cintre sépare le cœur d’une nef de trois travées percée de baies. Ce n’est qu’au XIIIe siècle qu’une voûte gothique remplace le toit en bois. L’abside du chœur, voûtée en cul-de-four, porte la peinture murale du Christ pantocrator. La majorité des chapiteaux romans sont une déclinaison stylistique de feuillages et de palmettes.

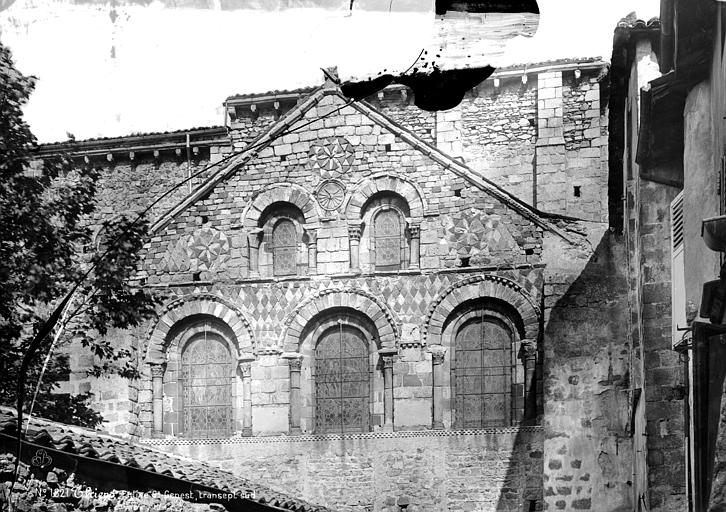
La façade sud en 1851.
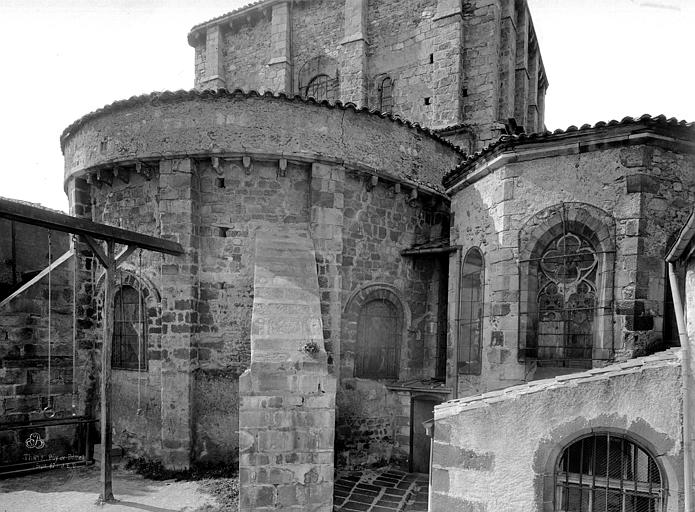
L'arrière de l'église en 1851.
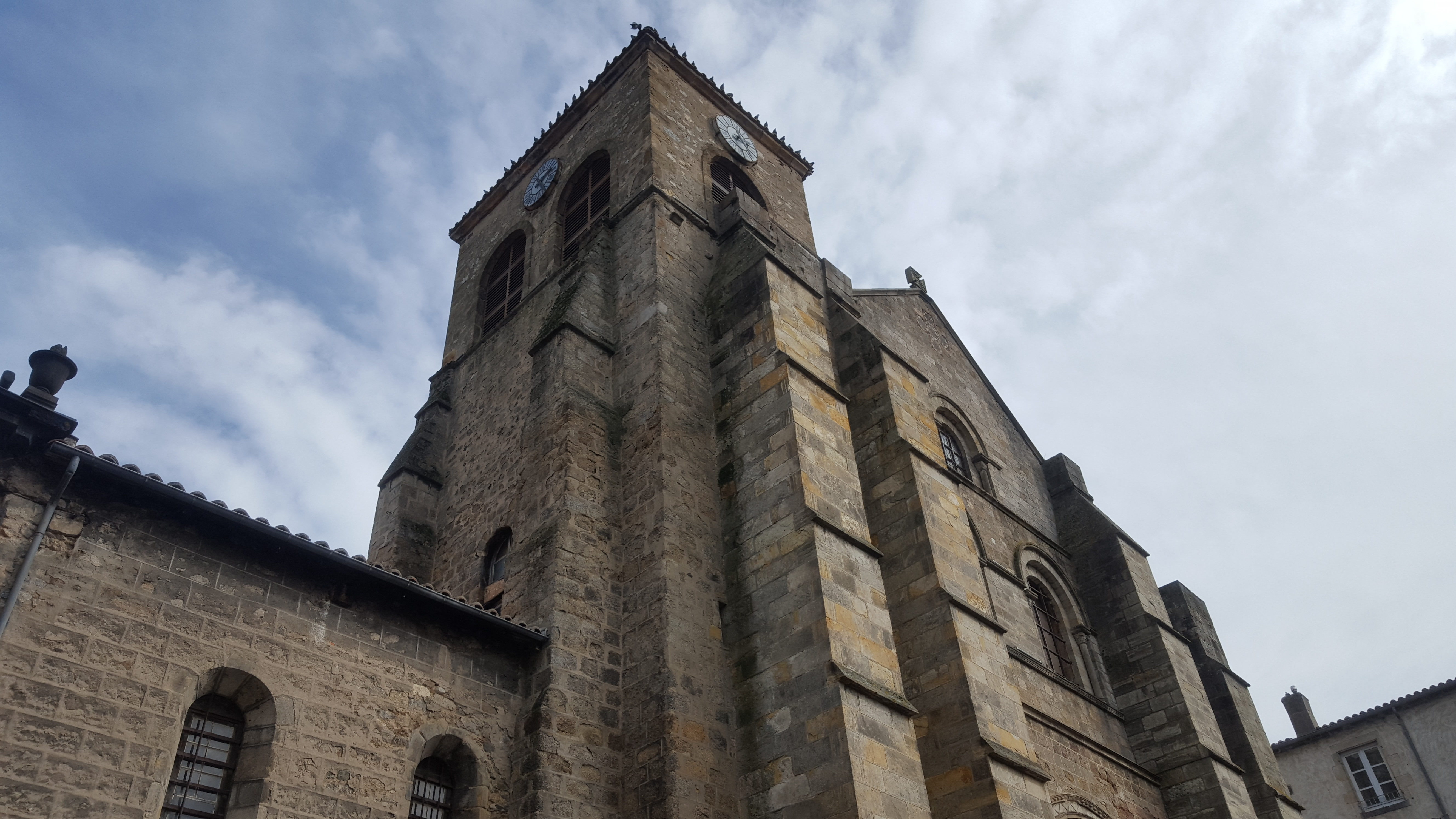
La façade ouest et le porche d'entrée en bas à gauche.
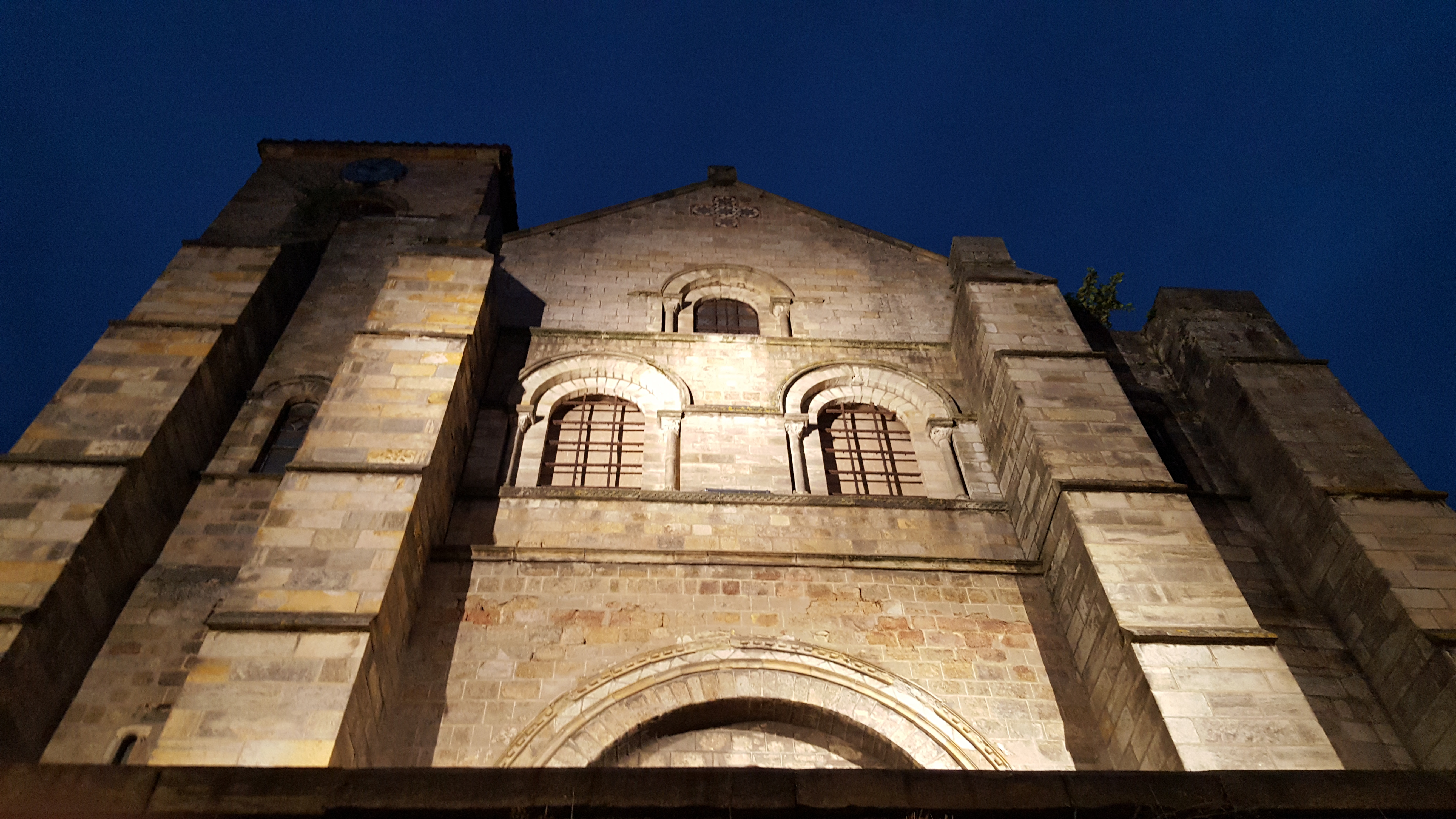
Façade ouest éclairée de nuit.

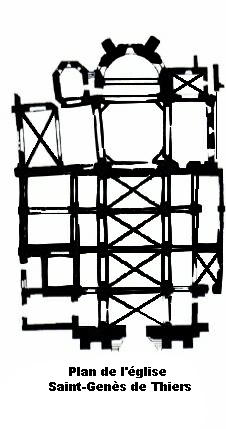
Le plan de l'église.

### Décoration intérieure
Les chapiteaux, d'une facture similaire à ceux du Moutier, sont uniquement décoratifs. Dans la chapelle du Saint-Sacrement, un autel est dédié à saint Éloi, patron des métallurgistes. On y voit un retable exécuté par Gilles Bouchot en 1686 offert par la confrérie des couteliers. Dans la chapelle des Morts, un écusson marque la suzeraineté de la Maison de Bourbon. Les restaurations menées aux XIXe et XXe siècles permettent de mettre au jour d'intéressantes fresques murales.
L’orgue, classé monument historique, est construit en 1853. Lors de son placement dans l’église, on découvre des mosaïques figurant un bestiaire daté du XIIe siècle. Le mobilier de l’église, considérable sous l’Ancien Régime, est dispersé lors de la Révolution. On peut encore voir des stalles restaurées du XVIIe siècle ornées de très belles miséricordes. Une piéta du XVIe siècle et une sculpture élancée de Jeanne d'Arc occupent d’autres chapelles. Dans la chapelle du Saint-Sacrement, l’autel baroque porte une sculpture de Saint-Genès ainsi que celle de Saint-Étienne du Muret, baron de Thiers né vers 1046 et fondateur en Limousin de l’ordre de Grandmont.
À l'intérieur de l'église, plusieurs objets sont classés au titre des monuments historiques : le grand orgue en 1980, les stalles et le tombeau en pierre de Volvic, en 1993.

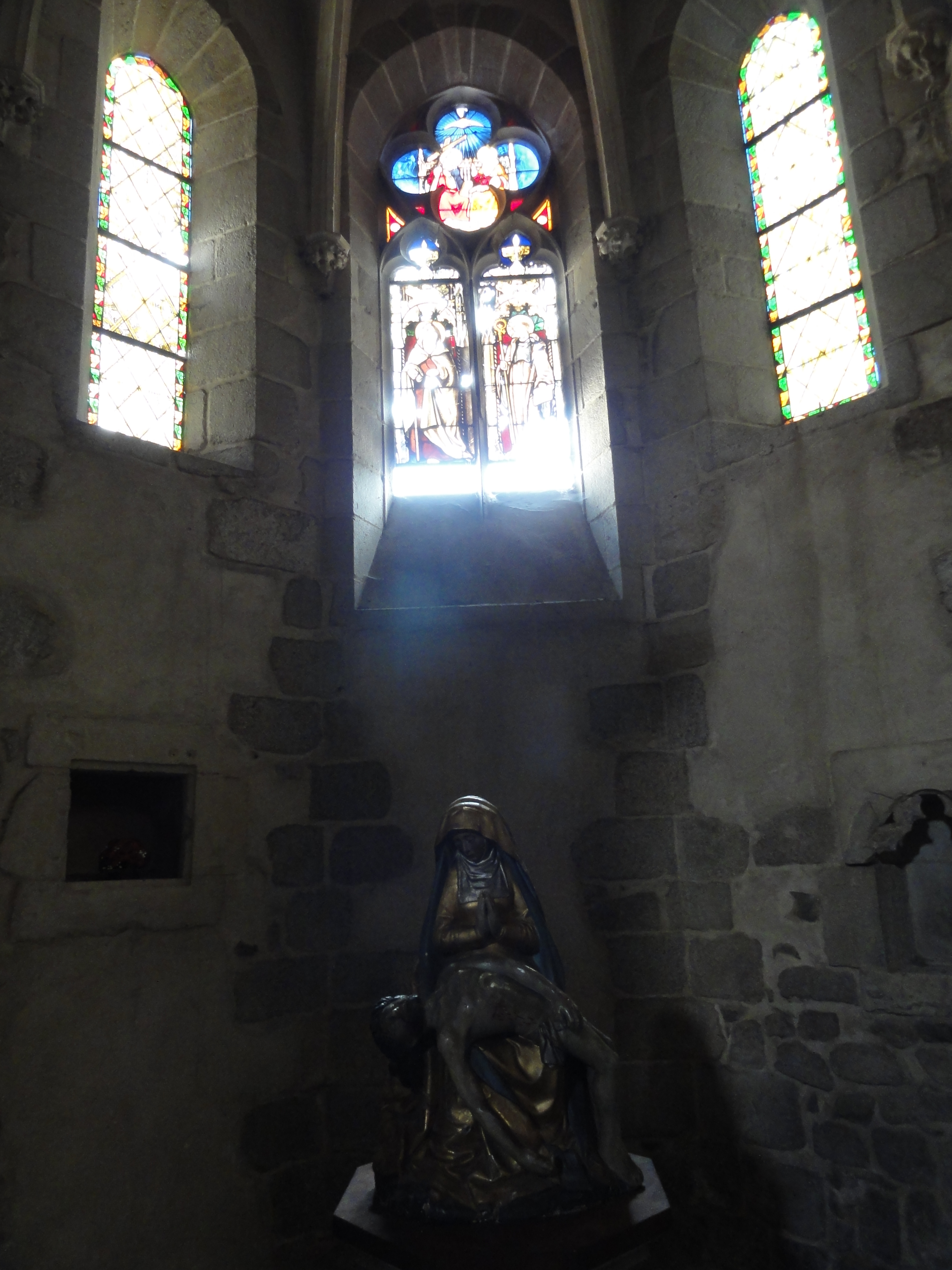
Une partie de l'intérieur.
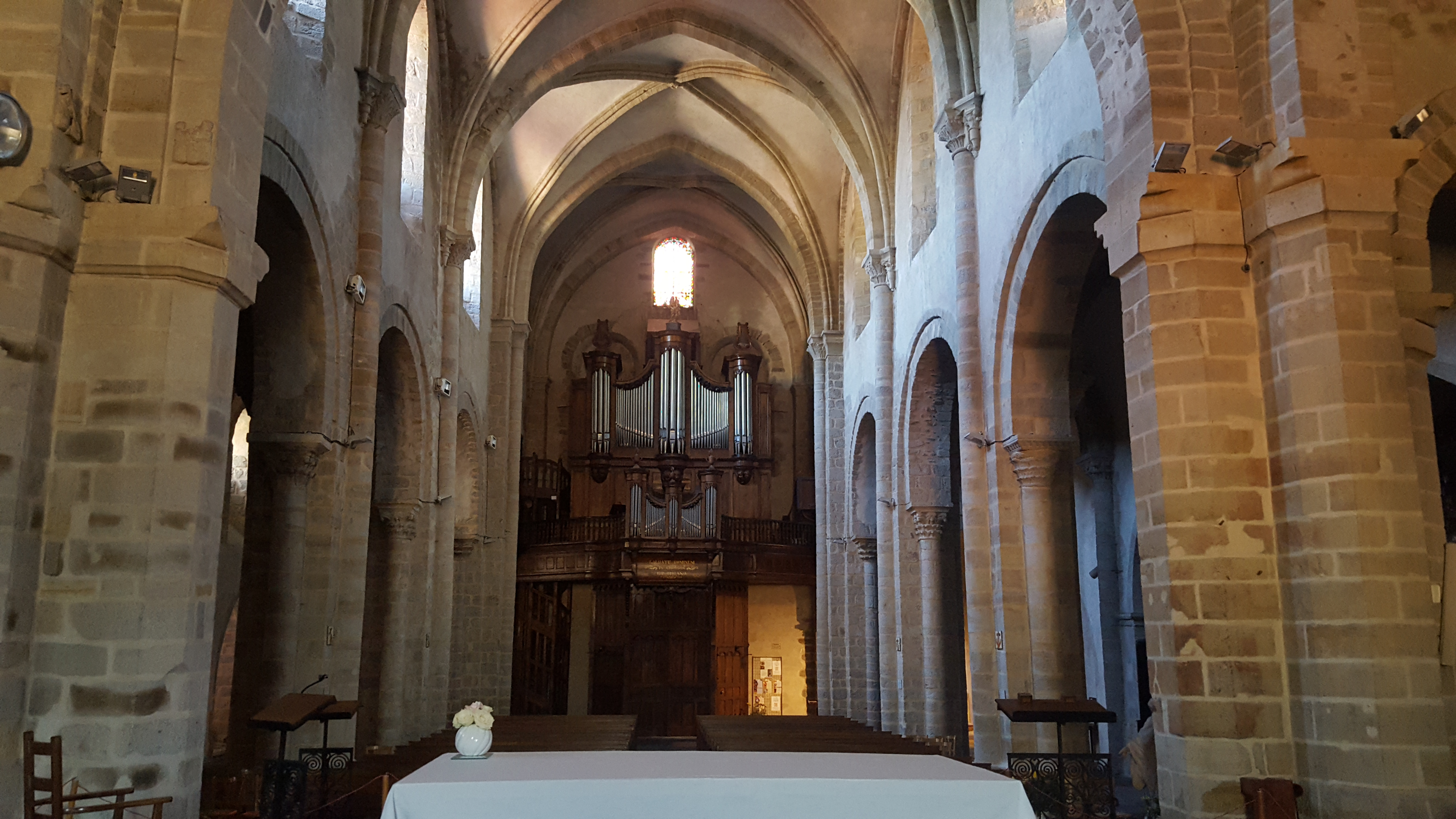
L'intérieur de l'église en juillet 2017.
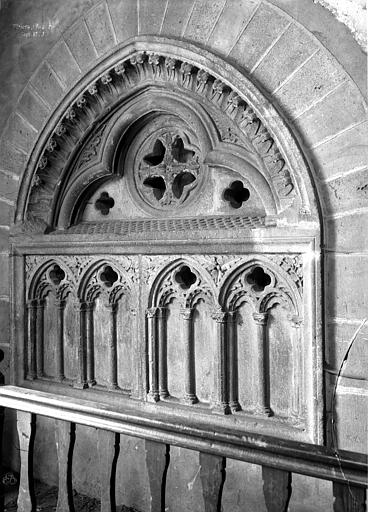
Tombeau de l'entrée du porche en pierre de Volvic.

### Orgue
En 1853, l'église se dote d’un grand-orgue, placé en tribune au fond de la nef. L’orgue, remonté en 1863 lors de la restauration de la façade et de la reconstruction du porche comporte 37 jeux sur trois claviers et un pédalier. Il est l’œuvre du facteur d'orgues Joseph Herbuté, originaire d’Alsace, fils d’Antoine Herbuté actif en Alsace de 1830 à 1850, et c’est ici l’une de ses seules œuvres connues. L’instrument de Saint-Genès est frappant par la beauté de son buffet, de style classique. La disposition sonore est caractéristique du style de transition des années 1850, entre le style classique du XVIIIe siècle et le style romantique apparu dans le deuxième quart du XIXe siècle. La transmission est mécanique et est aujourd’hui assistée d’une machine Barker au grand-orgue. La console est en position centrale au pied du buffet. L’orgue est restauré et quelque peu modernisé en 1917 par la maison Michel-Merklin-Kuhn de Lyon. La partie instrumentale de l’orgue est classée aux Monuments Historiques en 1980. De 1997 à 1999, l’instrument est entièrement restauré et réharmonisé par les facteurs Jean-Pascal Villard de Thénezay, Claude Madigout de Nalliers et la maison Simon de Sugères pour la mécanique.

### Verrières
| - La plus grande verrière de l'église. - La verrière présentant Saint-Éloi. - Vitrail central contemporain. |

L'église compte aujourd'hui plus de 30 baies. Elles sont réparties sur les 1 400 m2 au sol que compte l'église. Parmi elles, la majorité sont des vitraux représentant des personnages ou des actions. Ainsi, Joseph et Marie y sont largement représentés aux côtés de Saint-Éloi, d'anges et d'apôtres. Malgré la grande taille de certains vitraux, la lumière extérieure du soleil a beaucoup de mal à pénétrer dans l'église. De ce fait, le vitrail central donnant sur l'arrière du chœur s'est vu être enlevé de sa place initiale pour laisser place, d'abord à une plaque de plexiglass transparente, puis à un vitrail contemporain, œuvre de l'Architecte clermontois Martin Pons, qui symbolise le Christ soleil de justice, brisant les portes de la mort, et le rideau du temple déchiré à l'heure de la Passion.
La plus grande verrière est visible depuis la façade nord, c'est-à-dire sur la façade qui donne sur la place du Palais. Le paradis et l'enfer y sont représentés. Le paradis est symbolisé par son élévation dans la verrière, sa couleur bleuâtre et ses anges voguant dans le ciel. L'enfer quant à lui, est symbolisé par des flammes et ses couleurs rougeâtres en bas de la verrière.
La verrière la plus représentative du contexte artisanal local est surement celle de Saint-Éloi, choisi comme saint patron d’abord en 660 par la corporation des orfèvres, puis par celle des divers métiers du fer et donc des couteliers. Celle-ci le montre proche d'une enclume de forgeron, objet qui est très utilisé lors de la fabrication de couteaux.

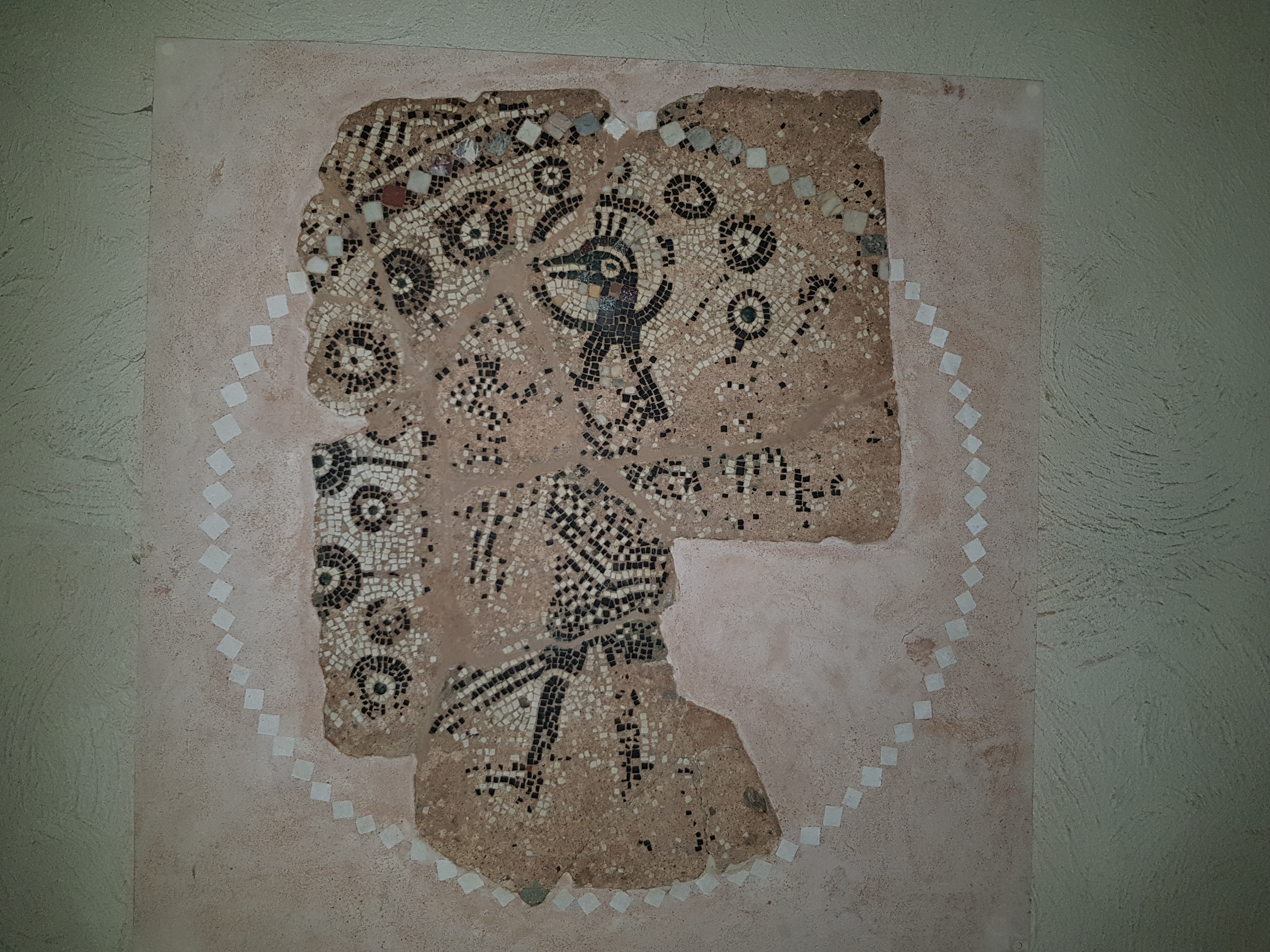
Une partie de la mosaïque de Saint-Genès.

### Mosaïque romane
Une mosaïque du XIIe siècle est découverte lors des travaux de réhabilitation de 1863. Le pavement de 45 m2 est trouvé à 1,18 m au-dessous du dallage actuel de l'église et à 70 cm au-dessus des bases de l'église du XIIe siècle. L'architecte des Monuments historiques de l'époque, Aymon Mallay, pensait que ce pavement provient d'un temple païen mais cette hypothèse est écartée par Henri Stern.
En 2018, une partie de la mosaïque est exposée dans une chapelle de l'église après une rénovation longue de 10 ans. La mosaïque est classée à l'inventaire des titres objets.
Selon Louis Brehier, qui repère dans la mosaïque l'imitation d'une étoffe persane, « rien ne montre mieux que ce petit monument qui mesure à peine un mètre de longueur, la vogue des étoffes orientales dans la Gaule mérovingienne ».
Il est actuellement accepté que la mosaïque date du XIIe siècle et provient du porche de l'église romane et s'inspire des œuvres byzantines contemporaines.

### Articles liés
- Liste des monuments historiques de Thiers
- Abbaye du Moutier
- Église Saint-Jean de Thiers